# 韋什凱馬區
54°03′N 47°08′E / 54.050°N 47.133°E
韋什凱馬區（俄语：Вешкаймский район），是俄羅斯的一個區，位於該國西南部，由烏里揚諾夫斯克州負責管轄，面積1,435.5平方公里，2010年人口19,801，人口密度每平方公里13.79人。